# Österrikes kommuner
Österrikes kommuner (tyska: Gemeinde Österreichs) är de administrativa enheterna för lokal självstyrelse i Österrike. Den kommunala självstyrelsen i Österrike är inskriven i författningen, medan den kommunala organisationen regleras av lagar på förbundslandsnivå. Österrike har en enhetlig kommuntyp.
Österrike har 2 093 kommuner (per 1 januari 2023) med i genomsnitt 4 350 invånare. Bara 87 kommuner har fler än 10 000 invånare. 
En kommun tillhör normalt ett distrikt. Det finns 79 distrikt som består av totalt 2 078 kommuner. Resterande 15 kommuner är städer med egen statut (tyska: Statutarstadt), vilket innebär att de även handhar de uppgifter som annars är ålagda distriktet. Wien är både kommun och förbundsland. 
201 av kommunerna har benämningen stad (tyska: Stadt) och 704 av kommunerna har benämningen  köping (tyska: Markt). Dessa benämningar har dock ingen rättslig innebörd.
Varje kommun har ett kommunfullmäktige (tyska: Gemeindevertretung eller Gemeinderat) som väljs i allmänna val samt en kommunstyrelse (tyska: Gemeindevorstand eller Stadtrat) som väljs av kommunfullmäktige. Kommunstyrelsens ordförande är borgmästaren som i tre förbundsländer väljs av kommunfullmäktige och i övriga sex förbundsländer direkt i allmänna val.
Kommunernas uppgifter inom den lokala självförvaltningen är dels ålagda (till exempel förvaltning av kommunens förmögenhet, indrivning av kommunalskatt, socialtjänst, räddningstjänst, underhåll av det kommunala vägnätet m.m.), dels frivilliga (kommunala bostäder, viss teknisk service m.m.). Dessutom sköter kommunerna vissa uppgifter på uppdrag av staten som till exempel nationalrådsval, folkräkning, folkbokföring m.m.